# (12999) Toruń
(12999) Toruń – planetoida z pasa głównego asteroid.

## Odkrycie i nazwa
Planetoida ta została odkryta 30 sierpnia 1981 roku w Lowell Observatory (Anderson Mesa Station) przez Edwarda Bowella. Przed nadaniem nazwy planetoida nosiła oznaczenie (12999) 1981 QJ2.
Sugerując się pomysłem prof. Tadeusza Michałowskiego, astronoma specjalizującego się w badaniu fizycznej natury planetoid na Uniwersytecie im. Adama Mickiewicza w Poznaniu, odkrywca planetoidy zaproponował Komisji Nazewnictwa Międzynarodowej Unii Astronomicznej nadanie jej nazwy (12999) Toruń. Proponując nadanie tej właśnie nazwy Edward Bowell, wskazał Toruń jako miejsce narodzin Mikołaja Kopernika, gotyckie Stare Miasto wpisane w 1997 roku na Listę Światowego Dziedzictwa UNESCO oraz Uniwersytet Mikołaja Kopernika w Toruniu zawiadujący największym w Polsce obserwatorium astronomicznym.
19 lutego 2009 w ramach polskiej inauguracji Międzynarodowego Roku Astronomii na skwerze w pobliżu skrzyżowania al. Jana Pawła II i ul. Wały gen. Sikorskiego w Toruniu odsłonięto pomnik planetoidy. Autorem pomnika jest Paulina Kaczor-Paczkowska.

## Orbita
Orbita (12999) Toruń nachylona jest do płaszczyzny ekliptyki pod kątem 5,77°. Na jeden obieg wokół Słońca ciało to potrzebuje 3 lata i 156 dni, krążąc w średniej odległości 2,27 au od Słońca. Mimośród jej orbity wynosi w przybliżeniu 0,19.

## Właściwości fizyczne
(12999) Toruń ma średnicę około 3,5 km. Jej albedo jest dość duże i wynosi ok. 0,4. Jej jasność absolutna to około 13,8m. Obraca się wokół własnej osi w czasie nieco dłuższym niż 3,5 godziny.